# اسکس ویلیج (کنتیکت)

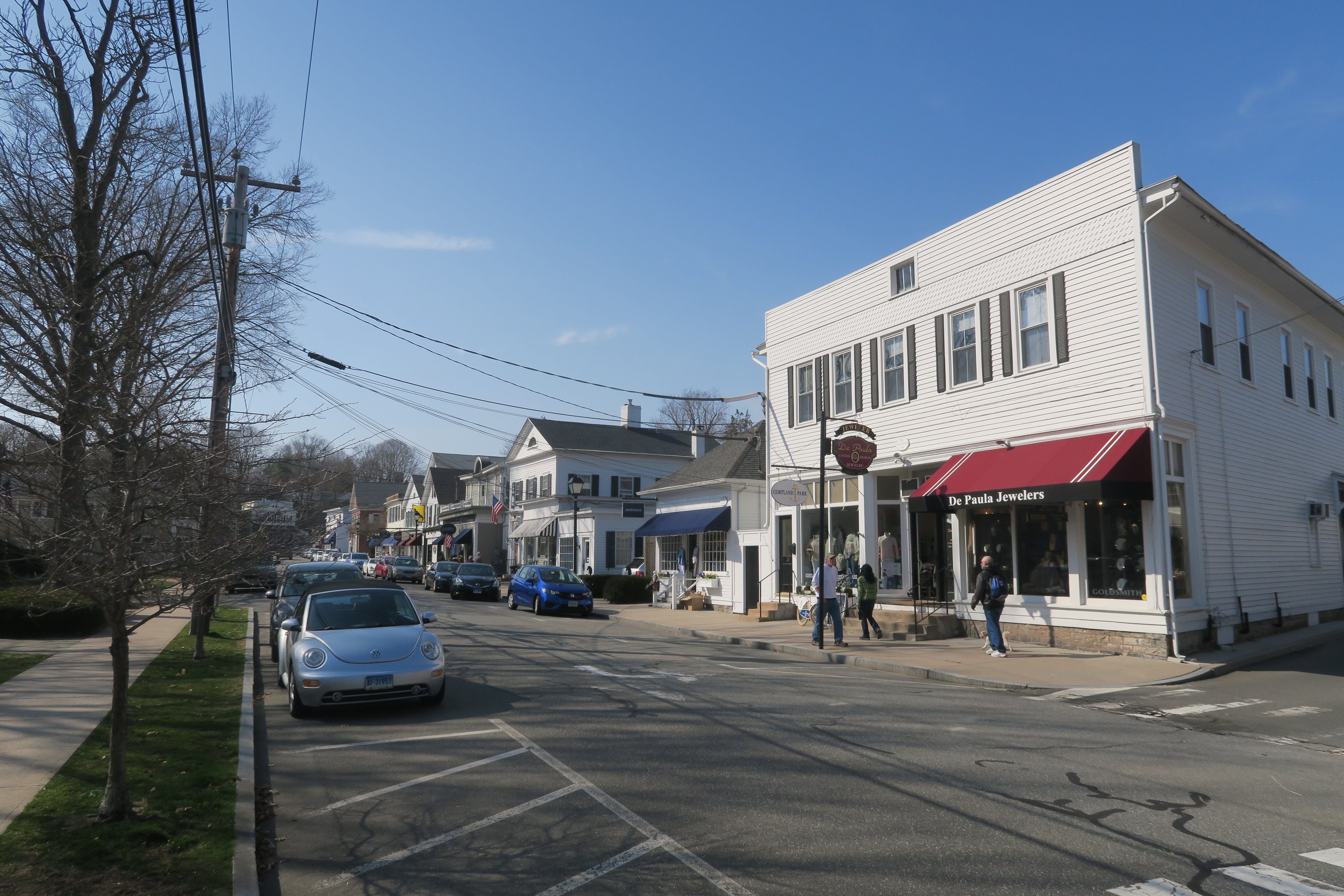
خیابان اصلی

اسکس ویلیج، کنتیکت (انگلیسی: Essex Village, Connecticut)روستای اسکس مکانی روستایی برای سرشماری (CDP) در شهر اسکس، کنتیکت در ایالات متحده است. جمعیت در سرشماری سال ۲۰۰۰ جمعیت ۲٬۵۷۳ بود. دفاتر دولتی این شهر در داخل روستا قرار دارد.